# قالوجة (مقاطعة ديواندرة)
قالوجة (بالفارسية: قالوجه) هي قرية تقع في قسم كاني شيرين الريفي (مقاطعة ديواندرة) في إيران. يقدر عدد سكانها بـ 95 نسمة بحسب إحصاء 2016.